# Список телесериалов «Звёздного пути»

Логотип «Оригинального сериала»

«Звёздный путь» является американской медиа-франшизой, основанной на научно-фантастическом телесериале, созданном Джином Родденберри. Первый телесериал, названный просто «Звёздный путь» и теперь называемый «Оригинальный сериал», дебютировал в 1966 году и выходил в эфир три сезона на канале NBC. Канон «Звёздного пути» включает в себя «Оригинальный сериал», анимационный сериал, шесть спин-офф телесериалов и тринадцать фильмов.
Двенадцать телесериалов и один короткометражный сериал составляют основную часть франшизы «Звёздного пути»: Оригинальный сериал, Анимационный сериал, Следующее поколение, Глубокий космос 9, Вояджер, Энтерпрайз, Дискавери, Короткие путешествия, Пикар, Нижние палубы, Протозвезда, Странные новые миры и предстоящий сериал Академия Звёздного флота. Всего серий насчитывается 940 эпизода в 49 телевизионных сезонах.

## Обзор сериалов
| Телевизионные сериалы    |   |     |     |                  |                  |                             |                                             |               |
| Оригинальный сериал      | 1 | 29  | 29  | 8 сентября 1966  | 13 апреля 1967   | NBC                         | Джин Родденберри                            | Завершён      |
| Оригинальный сериал      | 2 | 26  | 26  | 15 сентября 1967 | 29 марта 1968    | NBC                         | Джин Родденберри                            | Завершён      |
| Оригинальный сериал      | 3 | 24  | 24  | 20 сентября 1968 | 3 июня 1969      | NBC                         | Фред Фрейбергер                             | Завершён      |
| Анимационный сериал      | 1 | 16  | 16  | 8 сентября 1973  | 12 января 1974   | NBC                         | Джин Родденберри и Д. К. Фонтана            | Завершён      |
| Анимационный сериал      | 2 | 6   | 6   | 7 сентября 1974  | 12 октября 1974  | NBC                         | Джин Родденберри и Д. К. Фонтана            | Завершён      |
| Следующее поколение      | 1 | 26  | 26  | 28 сентября 1987 | 16 мая 1988      | Синдикация                  | Джин Родденберри                            | Завершён      |
| Следующее поколение      | 2 | 22  | 22  | 21 ноября 1988   | 17 июля 1989     | Синдикация                  | Джин Родденберри and Морис Хёрли            | Завершён      |
| Следующее поколение      | 3 | 26  | 26  | 25 сентября 1989 | 18 июня 1990     | Синдикация                  | Джин Родденберри, Рик Берман и Майкл Пиллер | Завершён      |
| Следующее поколение      | 4 | 26  | 26  | 24 сентября 1990 | 17 июня 1991     | Синдикация                  | Джин Родденберри, Рик Берман и Майкл Пиллер | Завершён      |
| Следующее поколение      | 5 | 26  | 26  | 23 сентября 1991 | 15 июня 1992     | Синдикация                  | Рик Берман и Майкл Пиллер                   | Завершён      |
| Следующее поколение      | 6 | 26  | 26  | 21 сентября 1992 | 21 июня 1993     | Синдикация                  | Рик Берман и Майкл Пиллер                   | Завершён      |
| Следующее поколение      | 7 | 26  | 26  | 20 сентября 1993 | 23 мая 1994      | Синдикация                  | Рик Берман, Майкл Пиллер и Джери Тейлор     | Завершён      |
| Глубокий Космос 9        | 1 | 20  | 20  | 3 января 1993    | 21 июня 1993     | Синдикация                  | Майкл Пиллер                                | Завершён      |
| Глубокий Космос 9        | 2 | 26  | 26  | 27 сентября 1993 | 13 июня 1994     | Синдикация                  | Майкл Пиллер                                | Завершён      |
| Глубокий Космос 9        | 3 | 26  | 26  | 26 сентября 1994 | 19 июня 1995     | Синдикация                  | Майкл Пиллер                                | Завершён      |
| Глубокий Космос 9        | 4 | 26  | 26  | 2 октября 1995   | 17 июня 1996     | Синдикация                  | Ира Стивен Бер                              | Завершён      |
| Глубокий Космос 9        | 5 | 26  | 26  | 30 сентября 1996 | 16 июня 1997     | Синдикация                  | Ира Стивен Бер                              | Завершён      |
| Глубокий Космос 9        | 6 | 26  | 26  | 29 сентября 1997 | 15 июня 1998     | Синдикация                  | Ира Стивен Бер                              | Завершён      |
| Глубокий Космос 9        | 7 | 26  | 26  | 28 сентября 1998 | 31 мая 1999      | Синдикация                  | Ира Стивен Бер                              | Завершён      |
| Вояджер                  | 1 | 16  | 16  | 16 января 1995   | 22 мая 1995      | UPN                         | Майкл Пиллер                                | Завершён      |
| Вояджер                  | 2 | 26  | 26  | 28 августа 1995  | 20 мая 1996      | UPN                         | Майкл Пиллер                                | Завершён      |
| Вояджер                  | 3 | 26  | 26  | 4 сентября 1996  | 21 мая 1997      | UPN                         | Майкл Пиллер и Джери Тейлор                 | Завершён      |
| Вояджер                  | 4 | 26  | 26  | 3 сентября 1997  | 20 мая 1998      | UPN                         | Майкл Пиллер и Джери Тейлор                 | Завершён      |
| Вояджер                  | 5 | 26  | 26  | 14 октября 1998  | 26 мая 1999      | UPN                         | Брэннон Брага                               | Завершён      |
| Вояджер                  | 6 | 26  | 26  | 22 сентября 1999 | 24 мая 2000      | UPN                         | Брэннон Брага                               | Завершён      |
| Вояджер                  | 7 | 26  | 26  | 4 октября 2000   | 23 мая 2001      | UPN                         | Кеннет Биллер                               | Завершён      |
| Энтерпрайз               | 1 | 26  | 26  | 26 сентября 2001 | 22 мая 2002      | UPN                         | Брэннон Брага и Рик Берман                  | Завершён      |
| Энтерпрайз               | 2 | 26  | 26  | 18 сентября 2002 | 21 мая 2003      | UPN                         | Брэннон Брага и Рик Берман                  | Завершён      |
| Энтерпрайз               | 3 | 24  | 24  | 10 сентября 2003 | 26 мая 2004      | UPN                         | Брэннон Брага и Рик Берман                  | Завершён      |
| Энтерпрайз               | 4 | 22  | 22  | 8 октября 2004   | 13 мая 2005      | UPN                         | Брэннон Брага, Рик Берман и Мэнни Кото      | Завершён      |
| Стриминговые сериалы     |   |     |     |                  |                  |                             |                                             |               |
| Дискавери                | 1 | 15  | 15  | 24 сентября 2017 | 11 февраля 2018  | CBS All Access / Paramount+ | Гретчен Дж. Берг и Аарон Хербертс           | Завершён      |
| Дискавери                | 2 | 14  | 14  | 17 января 2019   | 18 апреля 2019   | CBS All Access / Paramount+ | Алекс Куртцман                              | Завершён      |
| Дискавери                | 3 | 13  | 13  | 15 октября 2020  | 7 января 2021    | CBS All Access / Paramount+ | Алекс Куртцман и Мишель Парадайз            | Завершён      |
| Дискавери                | 4 | 13  | 13  | 18 ноября 2021   | 17 марта 2022    | CBS All Access / Paramount+ | Алекс Куртцман и Мишель Парадайз            | Завершён      |
| Дискавери                | 5 | 10  | 10  | 4 апреля 2024    | 30 мая 2024      | CBS All Access / Paramount+ | Алекс Куртцман и Мишель Парадайз            | Завершён      |
| Короткие путешествия     | 1 | 4   | 4   | 4 октября 2018   | 3 января 2019    | CBS All Access / Paramount+ | Алекс Куртцман                              | Завершён      |
| Короткие путешествия     | 2 | 6   | 6   | 5 октября 2019   | 9 января 2020    | CBS All Access / Paramount+ | Алекс Куртцман                              | Завершён      |
| Пикар                    | 1 | 10  | 10  | 23 января 2020   | 26 марта 2020    | CBS All Access / Paramount+ | Майкл Шейбон                                | Завершён      |
| Пикар                    | 2 | 10  | 10  | 3 марта 2022     | 5 мая 2022       | CBS All Access / Paramount+ | Акива Голдсман и Терри Маталас              | Завершён      |
| Пикар                    | 3 | 10  | 10  | 16 февраля 2023  | 20 апреля 2023   | CBS All Access / Paramount+ | Терри Маталас                               | Завершён      |
| Нижние палубы            | 1 | 10  | 10  | 6 августа 2020   | 8 октября 2020   | CBS All Access / Paramount+ | Майк МакМэхан                               | Завершён      |
| Нижние палубы            | 2 | 10  | 10  | 12 августа 2021  | 14 октября 2021  | CBS All Access / Paramount+ | Майк МакМэхан                               | Завершён      |
| Нижние палубы            | 3 | 10  | 10  | 25 августа 2022  | 2 октября 2022   | CBS All Access / Paramount+ | Майк МакМэхан                               | Завершён      |
| Нижние палубы            | 4 | 10  | 10  | 7 сентября 2023  | 2 ноября 2023    | CBS All Access / Paramount+ | Майк МакМэхан                               | Завершён      |
| Нижние палубы            | 5 | 10  | 10  | 24 октября 2024  | 19 декабря 2024  | CBS All Access / Paramount+ | Майк МакМэхан                               | Завершён      |
| Протозвезда              | 1 | 20  | 20  | 28 октября 2021  | 29 декабря 2022  | CBS All Access / Paramount+ | Кевин и Дэн Хейгмен                         | Завершён      |
| Протозвезда              | 2 | 20  | 20  | 1 июля 2024      | 1 июля 2024      | Netflix                     | Кевин и Дэн Хейгмен                         | Завершён      |
| Странные новые миры      | 1 | 10  | 10  | 5 мая 2022       | 7 июля 2022      | Paramount+                  | Акива Голдсман и Генри Алонсо Майерс        | Выпущен       |
| Странные новые миры      | 2 | 10  | 10  | 15 июня 2023     | 10 августа 2023  | Paramount+                  | Акива Голдсман и Генри Алонсо Майерс        | Выпущен       |
| Странные новые миры      | 3 | 10  | 10  | 17 июля 2025     | 11 сентября 2025 | Paramount+                  | Акива Голдсман и Генри Алонсо Майерс        | В эфире       |
| Странные новые миры      | 4 | 10  | 10  | 2026             | TBA              | Paramount+                  | Акива Голдсман и Генри Алонсо Майерс        | Съёмки        |
| Странные новые миры      | 5 | 6   | 6   | TBA              | TBA              | Paramount+                  | Акива Голдсман и Генри Алонсо Майерс        | Пре-продакшш  |
| Академия Звёздного флота | 1 | 10  | 10  | 2025 или 2026    | TBA              | Paramount+                  | Алекс Куртцман и Нога Ландау                | Пост-продакшн |
| Академия Звёздного флота | 2 | TBA | TBA | TBA              | TBA              | Paramount+                  | Алекс Куртцман и Нога Ландау                | Пре-продакшн  |

## Телевизионные сериалы

### Оригинальный сериал (1966—1969)

Логотип «Оригинального сериала»

Действие шоу «Звёздный путь: Оригинальный сериал» происходит во второй половине XXIII века (2264—2269 годы) и повествует о пятилетней научно-исследовательской миссии звездолёта Объединённой федерации планет «Энтерпрайз NCC-1701». Девиз героев корабля, повторяемый в начале каждой серии как эпиграф: «Космос. Последний рубеж. Это путешествие корабля Энтерпрайз. 5 лет исследования неизвестных новых миров, поиска новой жизни и новых цивилизаций. Смело идти туда, куда не ступала нога человека».. Главные действующие лица в «Оригинальном сериале»: Уильям Шетнер в роли капитана Джеймса Кирка, Леонард Нимой в роли Спока, Дефорест Келли в роли доктора Леонарда «Боунс» Маккоя, Джеймс Духан, как главный инженер Монтгомери «Скотти» Скотт, Нишель Николс, как офицер по связи Ухура, Джордж Такеи, как Хикару Сулу и Уолтер Кёниг, как Павел Чехов.
Сериал «Звёздный путь» создан Джином Родденберри и впервые вышел в эфир 8 сентября 1966 года на канале NBC. Шоу не имело собственного названия в отличие от других фильмов медиафраншизы и вошло в историю как «Звёздный путь: Оригинальный сериал» (англ. Star Trek: The Original Series, ST: TOS) или «Классический путь» (англ. Classic Trek, CT). Проект просуществовал три сезона, за это время вышло 79 эпизодов. «Оригинальный сериал» получил несколько номинаций на премию Хьюго за лучшую постановку и дважды выиграл: с двумя частями эпизода «Зверинец» (англ. The Menagerie) и эпизодом «Город на краю вечности» (англ. «The City on the Edge of Forever»). Телеканал NBC отменил шоу после трёх сезонов, несмотря на петиции о продлении сериала, подписанные студентами Калифорнийского технологического института и номинантами премии Хьюго (что говорило о его популярности среди поклонников научной фантастики и технических студентов, несмотря на низкие рейтинги Нильсена). Последний оригинальный эпизод вышел в эфир 3 июня 1969 года.
В сентябре 2006 года «Оригинальный сериал» был переиздан в высоком качестве и с новыми компьютерными спецэффектами.

### Анимационный сериал (1973—1974)

Логотип «Анимационного сериала»

«Звёздный путь: Анимационный сериал» — мультипликационный фильм, созданный Filmation по мотивам «Оригинального сериала». В 1973 и 1974 годах вышло два сезона (22 получасовых эпизодa). Для озвучивания персонажей были приглашены все актёры «Оригинального сериала», за исключением Уолтера Кёнига. К работе над сценарием подключились известные зарубежные фантасты того времени Д. С. Фонтана, Дэвид Герролд и Пол Шнейдер. Благодаря возможностям анимации (в сравнении с низким уровнем спецэффектов в фильмах того времени) авторам удалось создать более экзотические инопланетные ландшафты и формы жизни. Ошибки в интерпретации некоторых событий подмочили репутацию мультсериала. Джин Родденберри говорил, что каноническим является «Оригинальный сериал», а «Анимационный сериал» не является каноном «Звёздного пути». Некоторые интерпретации «Анимационного сериала» использовались в дальнейшем в художественных фильмах и играх. По состоянию на 2007 года TAS вошёл в официальный канон и упомянут на официальном сайте Startrek.com как главный канон.
Первоначально мультипликационный сериал выходил под названием «Анимационные приключения Звёздного пути Джина Родденберри» (англ. The Animated Adventures of Gene Roddenberry’s Star Trek), но позднее был официально переименован и вошёл в историю как «Звёздный путь: Анимационный сериал» (англ. Star Trek: The Animated Series, ST: TAS). В 1975 году мультсериал получил первую премию Эмми для «Звёздного пути» в номинации «Детский сериал». Впоследствии помимо Filmation программа была показана по детской кабельной сети Nickelodeon (в середине 1980-х годов) и научно-фантастическом канале Sci-Fi Channel (в начале 1990-х). Полное собрание мультсериала было также выпущено на лазерном диске в 1980-е годы. На видеокассетах полная версия в одиннадцати томах впервые была выпущена в США в 1989 году, на DVD — в 2006 году.

### Следующее поколение (1987—1994)

Логотип «Следующего поколения»

Действие сериала разворачивается в XXIV веке (2364—2370 годы), примерно через век после событий «Оригинального сериала». В нём повествуется о приключениях нового корабля Федерации «Энтерпрайз NCC-1701-D» (англ. USS Enterprise NCC-1701-D) под командованием капитанa Жан-Люка Пикара (актёр Патрик Стюарт) и коммандера Уильяма Райкера (актёр Джонатан Фрейкс). В команде служат представители новых инопланетных рас: наполовину бетазоид советник Диана Трой (актриса Марина Сиртис) и первый клингонский офицер Звёздного флота Ворф (актёр Майкл Дорн), а также доктор Беверли Крашер (актриса Гейтс Макфадден), главный инженер Джорди Ла Форж (актёр Левар Бертон), андроид Дейта (актёр Брент Спайнер) и сын доктора Крашер Уэсли Крашер (актёр Уил Уитон).
«Звёздный путь: Следующее поколение» (англ. Star Trek: The Next Generation) был создан Джином Родденберри в 1987 году и после его смерти в 1991 году, продолжен Риком Берманом. Премьера состоялась 28 сентября 1987 года и шла в течение семи сезонов (178 серий). «Следующее поколение» стал самым популярным сериалом за всю историю «Звёздного пути» и поднялся на первые строчки телевизионных рейтингов, а также был номинирован на премию «Эмми» за «лучший драматический сериал» в 1994 году, победил в премии «Хьюго» за лучшую постановку в 1993 и 1995 годах и получил премию Пибоди за серию «Большой гуд-бай» (англ. The Big Goodbye). Годы показа шоу поклонники справедливо считают «золотыми годами» «Звёздного пути», благодаря чему он стал плацдармом для других сериалов франшизы «Глубокий Космос 9» и «Вояджер»..

### Глубокий космос 9 (1993—1999)

Логотип «Глубокого космоса 9»

Действие сериала происходит в 2369—2375 годах на борту космической станции «Глубокий космос 9», находящейся на орбите планеты Баджор, параллельно и сразу после времени действия «Следующего поколения». Космическая станция расположена вблизи пространственной аномалии — червоточины, соединяющей Альфа и Гамма-квадрант Галактики. Именно из-за этого факта станция фактически оказывается на передовой линии начавшегося конфликта между жителями обоих квадрантов. Шоу начинается после жестокой кардассианской оккупации планеты Баджор. Освобождённый баджорский народ передал станцию Объединённой федерации планет, чтобы те помогли запустить её после оккупации кардассианцев, рядом с планетой Баджор. После того, как Федерация берёт на себя управление станцией, главные герои шоу обнаруживают уникальную стабильную червоточину, которая обеспечивает непосредственный доступ к дальнему гамма Квадранту, делая планету Баджор и станцию одними из самых стратегически важных мест в галактике. Экипаж «Глубокого космоса 9» возглавляют землянин командир Бенджамин Сиско (актёр Эвери Брукс) и баджорка майор Кира Нерис (актриса Нана Визитор).
В проекте принимают участие несколько персонажей, участвовавших в событиях «Следующего поколения». «Глубокий Космос 9» стоит особняком от предыдущих сериалов, так как конфликт внутри экипажа и религиозные темы — элементы, которые критики и зрители хвалили, но Родденберри запретил в «Оригинальном сериале» и «Следующем поколении». Тем не менее, он был проинформирован об этих особенностях перед смертью, что делает его последним сериалом Джина Родденберри.
«Звёздный путь: Глубокий космос 9» (иначе — «Дальний космос 9»; англ. Star Trek: Deep Space Nine, DS9) создан в 1993 году Риком Берманом и Майклом Пиллером. Проект дебютировал 3 января 1993 года и содержит семь сезонов (176 эпизодов). Как и «Звёздный путь: Следующее поколение», он вышел в эфир в синдикации в США и Канаде. Споры о том, насколько «Глубокий космос 9» соответствует духу «Звёздного пути» времён Родденберри, ведутся среди поклонников до сих пор.

### Вояджер (1995—2001)

Логотип «Вояджера»

Действие сериала разворачивается в 2371—2377 годах, примерно в то же время, что и «Глубокий Космос 9». Во главе экипажа впервые во франшизе «Звёздный путь» женщина-офицер в главной роли, капитан Кэтрин Джейнвэй (актриса Кейт Малгрю), и коммандер Чакотай (актёр Роберт Бельтран). В первой серии экипаж звездолёта Федерации «USS Вояджер NCC-74656» (англ. USS Voyager) преследует корабль террористической группы Маки. Оба корабля по воле некоего могущественного существа оказываются в Дельта-квадранте на расстоянии около 70 000 световых лет от Земли, без связи и с перспективой потратить на обратный путь 70—75 лет (на максимальной скорости). Объединённая команда должна научиться работать вместе, чтобы преодолеть трудности в долгом и опасном путешествии домой, на территорию Объединённой федерации планет. Как и в «Глубоком Космосе 9», в начале первого сезона возникает конфликт из-за трений между «по-книжному» флотским экипажем и бунтарями Маки, вынужденными в силу обстоятельств работать вместе на «Вояджере». В конце концов разногласия улаживаются, после чего общий тон становится более напоминающим «Оригинальный сериал». Звездолёт «Вояджер», изолированный от своего дома, сталкивается как с новыми, так и с уже известными в Альфа-Квадранте расами: Борг, Q, ференги, ромуланцы, клингоны, кардассианцы. Авторам удалось реализовать новые идеи относительно инопланетных цивилизаций и дальнего космоса в лучших традициях «Звёздного пути».
«Звёздный путь: Во́яджер» (англ. Star Trek: Voyager, VOY или VGR) создан Риком Берманом, Майклом Пиллером и Джери Тейлор. Шоу выходило в эфир по новой телевизионной сети Paramount UPN с 16 января 1995 года по 23 мая 2001 года в течение семи сезонов (172 эпизодa).

### Энтерпрайз (2001—2005)

Логотип «Энтерпрайза»

«Звёздный путь: Энтерпра́йз» (англ. Star Trek: Enterprise) является приквелом к «Оригинальному сериалу». Действие переносит зрителя в самое начало освоения человечеством космических просторов Вселенной — в 2151 год, за 100 лет до событий «Оригинального сериала», через 90 лет после первого варп-полёта Зефрама Кокрэйна и за десять лет до основания Федерации. Человечество, совсем недавно преодолевшее сверхсветовой барьер, строит первые космические корабли, летающие со сверхсветовой скоростью, и вступает в первые контакты с другими расами, населявшими космическое пространство. Корабль «Энтерпрайз NX-01» — самый новый и совершенный звездолёт человечества с мощностью двигателя Варп-5, под командованием капитана Джонатана Арчера (актёр Скотт Бакула), и вулканки субкоммандера Т’Пол (актриса Джолин Блэлок). Ему предстоит совершить первые полёты в «глубокий космос», сделать новые открытия, испытать новые технологии и наладить контакты с новыми формами жизни. В первых двух сезонах «Энтерпрайз» был похож на «Оригинальный сериал», «Следующее поколение» и «Вояджер». Третий сезон состоял из одной линии «Война с зинди», имеющей более мрачный сюжет, и по духу больше похож на «Глубокий космос 9». Четвёртый сезон состоял из нескольких мини-линий, состоящих из двух-трёх эпизодов. В последнем сезоне показаны истоки того, что происходило в предыдущих сериях и были исправлены некоторые проблемы, появившиеся в других сериалах «Звёздного пути».
Проект, созданный Риком Берманом и Брэнноном Брагой (четвёртый сезон продюсировал Мэнни Кото), выходил на экраны с 26 сентября 2001 года по 13 мая 2005 года в течение четырёх сезонов (94 эпизодa). Первые, пилотные, серии «Энтерпрайза» получили высокий рейтинг, который, впрочем, стремительно упал ещё до конца первого сезона, и лишь массовая поддержка фанатов «Звёздного пути» позволила выйти на экран второму и третьему сезону. Снятый Мэнни Кото четвёртый сезон, по словам фанатов и критиков, «раскрыл весь потенциал» сериала. Однако его рейтинг продолжал падать, и в 2005 году Paramount сняла шоу из эфира.

## Стриминговые сериалы

### Дискавери (2017—2024)

Логотип «Дискавери»

«Звёздный путь: Дискавери» (англ. Star Trek: Discovery, DSC), является приквелом, сюжетная линия которого разворачивается за 10 лет до событий «Оригинального сериала». Экипаж корабля «Дискавери NCC-1031» отправляется в путешествие, чтобы изучать глубокий космос, открывая новые миры и цивилизации, во главе с капитаном Габриэлем Лорка (актёр Джейсон Айзекс), и капитан-лейтенантом Майкл Бёрнем (актриса Сонэкуа Мартин-Грин), при этом Бёрнем является главным персонажем сериала. Это первый «Звёздный путь» с первым офицером в главной роли. В первом сезоне клингон Т’Кувма пытается объединить 24 великих Клингонских дома, что приводит к войне между ними и Объединённой федерацией планет, в которой участвует экипаж «Дискавери». Второй сезон посвящён расследованию деятельности таинственной сущности, известной как «Красный ангел». В конце второго сезона «Дискавери» отправляется в XXXII век, который является местом действия последующих сезонов.
Премьера состоялась 24 сентября 2017 года в Соединённых Штатах и Канаде на канале CBS. Netflix, участвовавший в финансировании проекта, транслировал сериал за пределами США. Автором проекта стал Алекс Куртцман, работавший над фильмами «Звёздный путь» и «Стартрек: Возмездие» в качестве сценариста и продюсера. Брайан Фуллер вошёл в проект в качестве исполнительного продюсера. Он известен как сценарист других сериалов во вселенной «Звёздный путь» — «Звёздный путь: Глубокий космос 9» 1993—1999, «Звёздный путь: Во́яджер» 1995—2001. Хезер Кадин присоединилась к проекту в качестве продюсера (известна по работе над сериалом «Сонная лощина»). Вместе с ними в шоу пришёл Николас Мейер в качестве сценариста. Он является режиссёром и сценаристом трёх фильмов из серии «Звёздный путь»: Звёздный путь II: Гнев Хана (1982), Звёздный путь IV: Путешествие домой (1986), Звёздный путь VI: Неоткрытая страна (1991). Последний эпизод второго сезона вышел на экраны 18 апреля 2019 года. Четвёртый сезон из 13 серий выходил на Paramount+ с ноября 2021 по март 2022 года. В январе 2022 года был заказан пятый и последний сезон из 10 серий, который выходил с 4 апреля по 30 мая 2024 года.

### Короткие путешествия (2018—2020)

Логотип «Коротких путешествий»

Звёздный путь: Короткие путешествия (англ. Star Trek: Short Treks, SHO) — веб-сериал потокового сервиса CBS All Access, созданный Алексом Куртцманом и Брайаном Фуллером. Представляет собой антологию короткометражных фильмов (по 10—20 минут), которые в основном рассказывают о персонажах сериала «Звёздный путь: Дискавери». Первые четыре эпизода вышли в эфир с октября 2018 по январь 2019 года, между первым и вторым сезонами «Дискавери». Второй сезон короткометражек появился в эфире с октября 2019 по январь 2020 года, между вторым сезоном «Дискавери» и первым сезоном сериала «Звёздный путь: Пикар».

### Пикар (2020—2023)

Логотип «Пикар»

Звёздный путь: Пикар (англ. Star Trek: Picard, PIC) — в сериале Патрик Стюарт вернулся к роли Жан-Люка Пикара. События происходят в XXIV веке, 26 лет спустя после окончания «Следующего поколения» и 18 лет спустя после «Возмездия». Отправленный в отставку Пикар глубоко переживает смерть Дейты, а также разрушение планеты Ромулус в фильме «Звёздный путь» 2009 года. На частном звездолёте Сирена Пикар с командой отправляется на поиски ответов на вопросы.
Сериал создаётся для CBS All Access исполнительным продюсером Алексом Курцманом. Патрик Стюарт так же является исполнительным продюсером. Премьера первого сезона сериала из 10 серий состоялась 23 января 2020 года. Премьера 2 сезона состоялась 3 марта 2022 года, а премьера третьего и последнего сезона состаялась 16 февраля 2023 года. По подсчётам CBS All Access в январе 2020 года «Пикар» побил рекорд по количеству подписчиков за первый месяц, опередив «Звёздный путь: Дискавери». Актёрский состав и съёмочная группа выразили заинтересованность в дополнительном выпуске или продолжении сериала после третьего сезона.

### Нижние палубы (2020—2024)

Логотип «Нижних палуб»

«Звёздный путь: Нижние палубы» (англ. Star Trek: Lower Decks, LOW) — двухсезонный получасовой анимационный сериал для взрослых, который анонсировал 25 октября 2018 года CBS All Access, созданный Майком МакМаханом, главным сценаристом и исполнительным продюсером «Рика и Морти». Он сосредоточен на команде поддержки, «одной из наименее важных групп на корабле Звёздного Флота».
Премьера первого сезона состоялась на канале CBS All Access (позже переименованном в Paramount+) 6 августа 2020 года, первый сезон из 10 серий и продолжался до октября 2020 года. Второй сезон был выпущен на Paramount + с августа по октябрь 2021 года, а премьера третьего сезона состоялась в августе 2022 года. Четвёртый сезон вышел в 2023 году. Премьера пятого и последнего сезона состоялась в 2024 году. Сериал получил в целом положительные отзывы критиков, а также несколько наград, включая номинацию на премию «Эмми» в прайм-тайм.

### Протозвезда (2021—2024)

Логотип «Протозвезды»

«Звёздный путь: Протозвезда» (англ. Star Trek: Prodigy, PRO) — детский анимационный сериал телеканала Nickelodeon, производством которого они занимаются вместе с CBS. Сериал рассказывает о группе молодых инопланетян, которые используют заброшенный звездолёт в поисках приключений. Премьера состоялась 28 октября 2021 года.  Первый сезон из 20 серий продолжался до 29 декабря 2022 года. Второй и последний сезон вышел 1 июля 2024 года на Netflix.

### Странные новые миры (2022—н.в.)

Логотип «Странных новых миров»

«Звёздный путь: Странные новые миры» (англ. Star Trek: Strange New Worlds, SNW) — сериал анонсирован в мае 2020 года, в нём Итан Пек, Энсон Маунт и Ребекка Ромейн вернутся к ролям Спока, капитана Пайка и первой помощницы. Съёмки сериала начались на канале CBS Stages Canada в Миссиссоге, провинция Онтарио, в феврале 2021 года и должны закончиться в июле. Премьера состоялась на Paramount+ 5 мая 2022 года. Второй сезон вышел 15 июня 2023 года. Премьера третьего сезона состоится 17 июля 2025 года. Четвёртый сезон находится в производстве.

### Академия Звёздного флота (2025/26—н.в.)

Логотип «Академии Звёздного флота»

В июне 2018 года было объявлено, что в разработке находится сериал Стефани Сэвадж и Джоша Шварца, действие которого разворачивается в Академии Звёздного флота и рассчитан на более молодую аудиторию. В феврале 2022 года сериал перешёл под руководство Гайа Виоло, и было сказано, что это будет следующий проект после «Секции 31». В марте 2023 года сериал получил зеленый свет от Paramount+. Производство началось в августе 2024 года. Алекс Курцман и Нога Ландау выступают в качестве шоураннеров, а Виоло в качестве исполнительного продюсера. Холли Хантер будет играть главную роль, а Пол Джаматти второстепенную. В июле 2024 года, во время выступления на 58-м San Diego Comic-Con, Курцман и Ландау объявили, что к актерскому составу, в роли кадетов Звездного флота, присоединились Керрис Брукс, Карим Даян, Джордж Хоукинс, Белла Шепард и Зои Стейнер. Сериал был продлён на второй сезон.